# Équipe d'Allemagne de ski alpin
 (août 2025).
Si vous disposez d'ouvrages ou d'articles de référence ou si vous connaissez des sites web de qualité traitant du thème abordé ici, merci de compléter l'article en donnant les références utiles à sa vérifiabilité et en les liant à la section « Notes et références ».
L'équipe nationale allemande de ski alpin représente l'Allemagne dans les compétitions internationales de ski alpin telles que les Jeux Olympiques d'hiver, la Coupe du monde de ski alpin et les championnats du monde de ski alpin.
Le ski alpin en Allemagne est géré par la DSV y compris durant la période d'existence de l'Allemagne de l'Ouest (RFA). Du temps de l'existence de l'Allemagne de l'Est (RDA) de 1949 à 1990, l'équipe nationale est-allemande est en effet administrée par sa propre fédération.

## Coupe du monde
Les skieurs allemands ont remporté quatre gros globes de cristal de ski alpin, et trente-sept petits globes de cristal principalement par les sportives féminines.

### Hommes

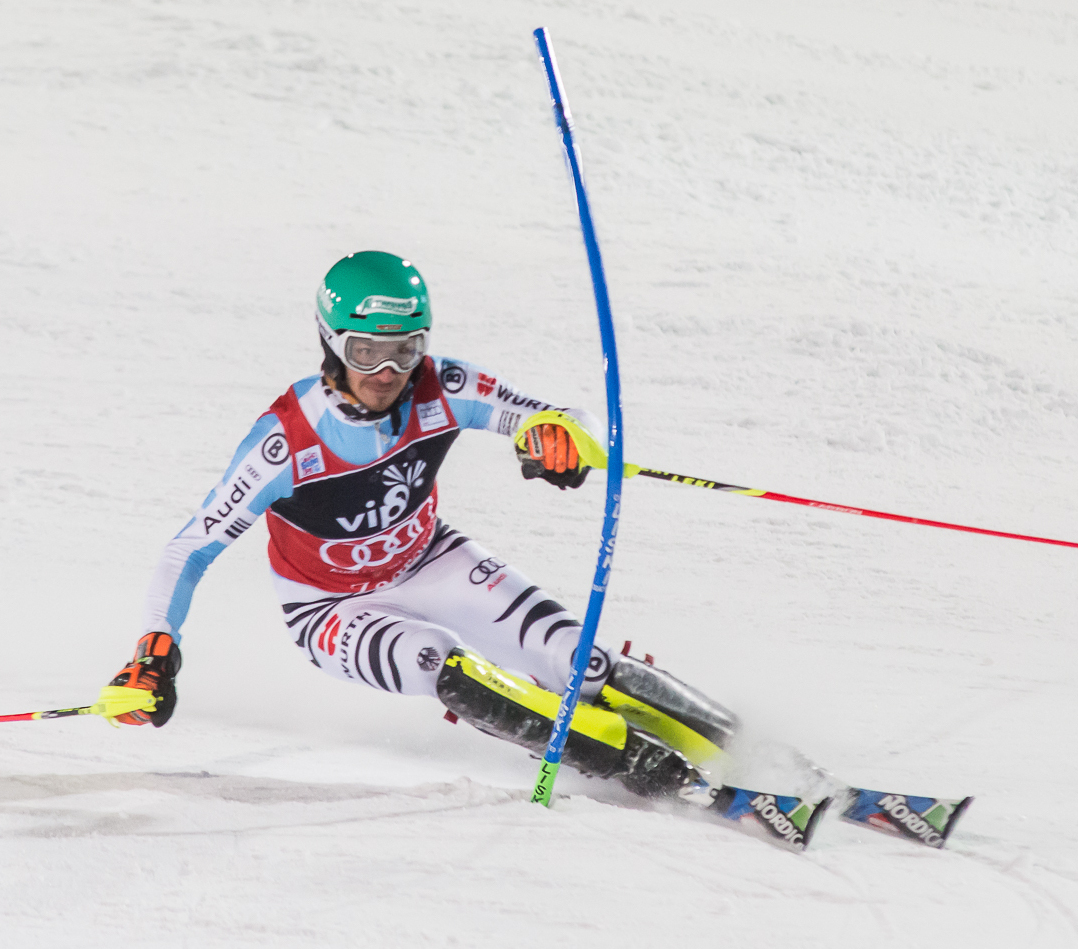
Felix Neureuther en 2015

#### Globes de cristal
| Skieur          | Général | Descente | Super G | Géant | Slalom | Combinée | Parallèle | Total |
| --------------- | ------- | -------- | ------- | ----- | ------ | -------- | --------- | ----- |
| Armin Bittner   | -       | -        | -       | -     | 2      | -        | -         | 2     |
| Markus Wasmeier | -       | -        | 1       | -     | -      | -        | -         | 1     |
| Total           | -       | -        | 1       | -     | 2      | -        | -         | 3     |

#### Nombres de victoires
|   | Skieur           | Saisons | Victoires | Des | SG | GS | SS | Com. | Par. |
| - | ---------------- | ------- | --------- | --- | -- | -- | -- | ---- | ---- |
| 1 | Felix Neureuther | 16      | 13        | -   | -  | 1  | 11 | 1    | -    |
| 2 | Markus Wasmeier  | 11      | 9         | 2   | 6  | -  | -  | 1    | -    |
| 3 | Armin Bittner    | 9       | 7         | -   | -  | -  | 7  | -    | -    |

### Femmes

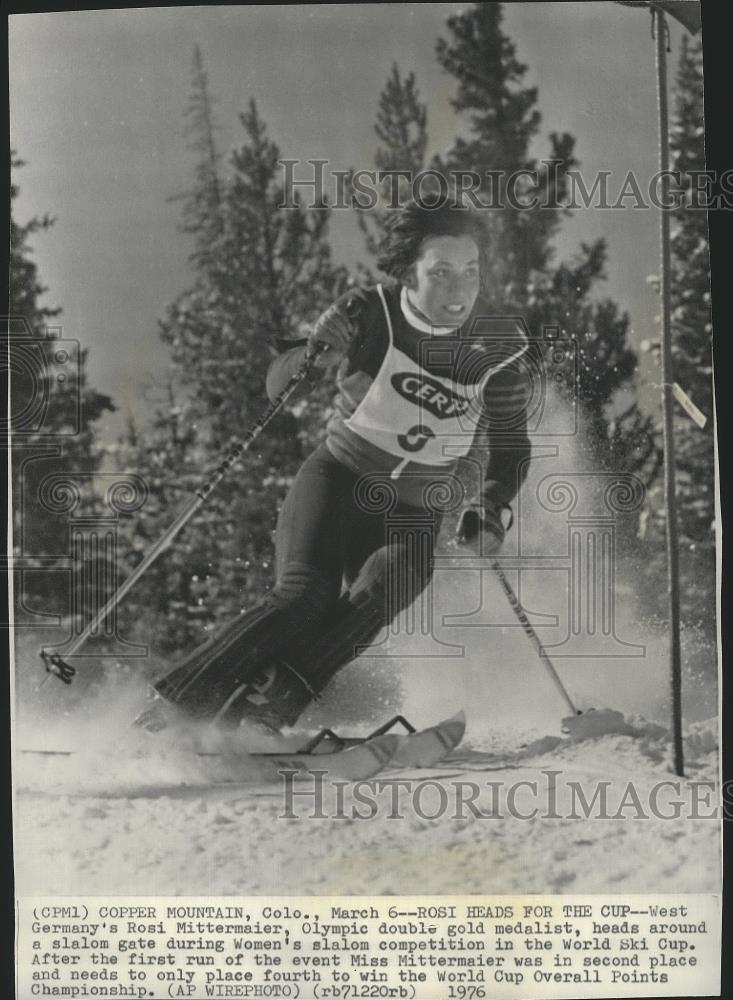
Rosi Mittermaier en 1976

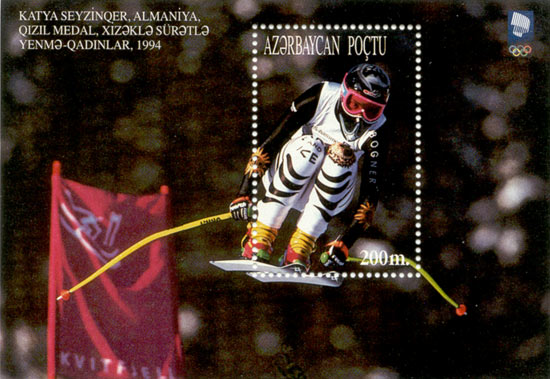
Katja Seizinger en 1995

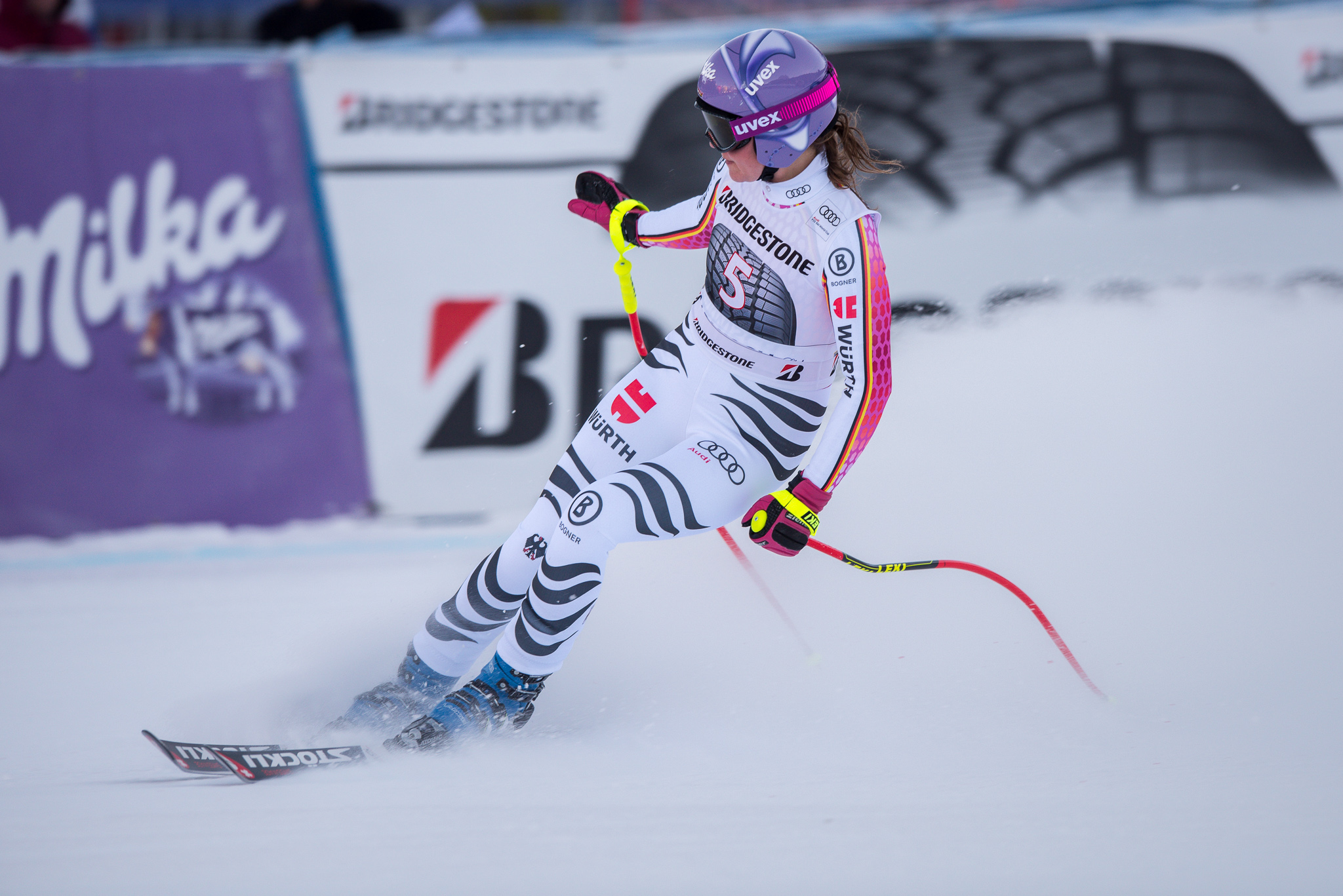
Viktoria Rebensburg en 2019

#### Globes de cristal
| Skieur              | Général | Descente | Super G | Géant | Slalom | Combinée | Parallèle | Total |
| ------------------- | ------- | -------- | ------- | ----- | ------ | -------- | --------- | ----- |
| Katja Seizinger     | 2       | 4        | 5       | -     | -      | -        | -         | 11    |
| Maria Riesch        | 1       | 1        | 1       | -     | 2      | 1        | -         | 6     |
| Hilde Gerg          | -       | -        | 2       | -     | -      | 2        | -         | 4     |
| Rosi Mittermaier    | 1       | -        | -       | -     | 1      | 1        | -         | 3     |
| Viktoria Rebensburg | -       | -        | -       | 3     | -      | -        | -         | 3     |
| Martina Ertl        | -       | -        | -       | 2     | -      | -        | -         | 2     |
| Irene Epple         | -       | -        | -       | 1     | -      | 1        | -         | 2     |
| Marina Kiehl        | -       | -        | 1       | 1     | -      | -        | -         | 2     |
| Christa Zechmeister | -       | -        | -       | -     | 1      | -        | -         | 1     |
| Christa Kinshofer   | -       | -        | -       | 1     | -      | -        | -         | 1     |
| Katharina Gutensohn | -       | 1        | -       | -     | -      | -        | -         | 1     |
| Regina Häusl        | -       | 1        | -       | -     | -      | -        | -         | 1     |
| Kathrin Hölzl       | -       | -        | -       | 1     | -      | -        | -         | 1     |
| Total               | 4       | 7        | 9       | 9     | 4      | 5        | -         | 38    |

#### Nombre de victoires
|   | Skieur              | Saisons | Victoires | Des | SG | GS | SS | Com. | Par. |
| - | ------------------- | ------- | --------- | --- | -- | -- | -- | ---- | ---- |
| 1 | Katja Seizinger     | 11      | 36        | 16  | 16 | 4  | -  | -    | -    |
| 2 | Maria Riesch        | 13      | 27        | 11  | 3  | -  | 9  | 4    | -    |
| 3 | Hilde Gerg          | 12      | 20        | 7   | 8  | 0  | 1  | 3    | -    |
| 4 | Viktoria Rebensburg | 11      | 19        | 1   | 4  | 14 | -  | -    | -    |
| 5 | Martina Ertl        | 19      | 14        | 2   | 10 | 2  | -  | -    | -    |
| 6 | Irene Epple         | 10      | 11        | 1   | 1  | 6  | -  | 3    | -    |
| 7 | Rosi Mittermaier    | 7       | 10        | -   | -  | 1  | 8  | 1    | -    |

## Championnats du monde

### Hommes
| Année | Descente                             | Slalom                          | Géant           | Super G         | Combiné                         | Parallèle        |
| ----- | ------------------------------------ | ------------------------------- | --------------- | --------------- | ------------------------------- | ---------------- |
| 1931  |                                      | Friedl Däuber                   |                 |                 |                                 |                  |
| 1932  |                                      | Friedl Däuber                   |                 |                 |                                 |                  |
| 1933  |                                      |                                 |                 |                 |                                 |                  |
| 1934  | Franz Pfnür                          | Franz Pfnür                     |                 |                 | Franz Pfnür                     |                  |
| 1935  |                                      |                                 |                 |                 |                                 |                  |
| 1936  |                                      |                                 |                 |                 |                                 |                  |
| 1937  |                                      | Roman Wörndle                   |                 |                 |                                 |                  |
| 1938  | Hellmut Lantschner                   | Hellmut Lantschner              |                 |                 | Hellmut Lantschner              |                  |
| 1939  | Hellmut Lantschner · Josef Jennewein | Josef Jennewein · Wilhelm Walch |                 |                 | Josef Jennewein · Wilhelm Walch |                  |
| 1950  |                                      |                                 |                 |                 |                                 |                  |
| 1954  |                                      | Beni Obermüller                 |                 |                 |                                 |                  |
| 1958  |                                      |                                 |                 |                 |                                 |                  |
| 1962  |                                      |                                 |                 |                 | Ludwig Leitner                  |                  |
| 1966  | Franz Vogler                         |                                 |                 |                 | Ludwig Leitner                  |                  |
| 1970  |                                      |                                 |                 |                 |                                 |                  |
| 1974  |                                      |                                 |                 |                 | Wolfgang Junginger              |                  |
| 1978  | Michael Veith                        |                                 |                 |                 | Sepp Ferstl                     |                  |
| 1982  |                                      |                                 |                 |                 |                                 |                  |
| 1985  |                                      |                                 | Markus Wasmeier |                 |                                 |                  |
| 1987  |                                      | Franck Wörndl · Armin Bittner   |                 | Markus Wasmeier |                                 |                  |
| 1989  | Hans-Jörg Tauscher                   | Armin Bittner                   |                 |                 |                                 |                  |
| 1991  |                                      |                                 |                 |                 |                                 |                  |
| 1993  |                                      |                                 |                 |                 |                                 |                  |
| 1996  |                                      |                                 |                 |                 |                                 |                  |
| 1997  |                                      |                                 |                 |                 |                                 |                  |
| 1999  |                                      |                                 |                 |                 |                                 |                  |
| 2001  | Florian Eckert                       |                                 |                 |                 |                                 |                  |
| 2003  |                                      |                                 |                 |                 |                                 |                  |
| 2005  |                                      |                                 |                 |                 |                                 |                  |
| 2007  |                                      |                                 |                 |                 |                                 |                  |
| 2009  |                                      |                                 |                 |                 |                                 |                  |
| 2011  |                                      |                                 |                 |                 |                                 |                  |
| 2013  |                                      | Felix Neureuther                |                 |                 |                                 |                  |
| 2015  |                                      | Fritz Dopfer · Felix Neureuther |                 |                 |                                 |                  |
| 2017  |                                      | Felix Neureuther                |                 |                 |                                 |                  |
| 2019  |                                      |                                 |                 |                 |                                 |                  |
| 2021  | Andreas Sander                       |                                 |                 | Romed Baumann   |                                 |                  |
| 2023  |                                      |                                 |                 |                 |                                 | Alexander Schmid |

### Femmes
| Année | Descente                                     | Slalom                                       | Géant               | Super G                      | Combiné                                      | Parallèle |
| ----- | -------------------------------------------- | -------------------------------------------- | ------------------- | ---------------------------- | -------------------------------------------- | --------- |
| 1931  |                                              |                                              |                     |                              |                                              |           |
| 1932  |                                              |                                              |                     |                              |                                              |           |
| 1933  |                                              |                                              |                     |                              |                                              |           |
| 1934  | Christl Cranz · Lisa Resch                   | Christl Cranz · Lisa Resch                   |                     |                              | Christl Cranz · Lisa Resch                   |           |
| 1935  | Christl Cranz                                | Christl Cranz · Käthe Grasegger              |                     |                              | Christl Cranz · Käthe Grasegger              |           |
| 1936  |                                              |                                              |                     |                              |                                              |           |
| 1937  | Christl Cranz · Käthe Grasegger              | Christl Cranz · Käthe Grasegger · Lisa Resch |                     |                              | Christl Cranz · Käthe Grasegger              |           |
| 1938  | Lisa Resch · Christl Cranz · Käthe Grasegger | Christl Cranz                                |                     |                              | Christl Cranz · Lisa Resch · Käthe Grasegger |           |
| 1939  | Christl Cranz · Lisa Resch · Helga Gödl      | Christl Cranz                                |                     |                              | Christl Cranz · Lisa Resch                   |           |
| 1950  |                                              |                                              |                     |                              |                                              |           |
| 1954  |                                              |                                              |                     |                              |                                              |           |
| 1958  |                                              |                                              |                     |                              |                                              |           |
| 1962  |                                              |                                              |                     |                              |                                              |           |
| 1966  | Burgl Färbinger                              |                                              |                     |                              |                                              |           |
| 1970  |                                              |                                              |                     |                              |                                              |           |
| 1974  |                                              |                                              | Traudl Treichl      |                              |                                              |           |
| 1978  | Irene Epple                                  | Pamela Behr                                  | Maria Epple         |                              |                                              |           |
| 1982  |                                              |                                              |                     |                              |                                              |           |
| 1985  |                                              |                                              |                     |                              |                                              |           |
| 1987  | Regine Mösenlechner                          |                                              |                     |                              |                                              |           |
| 1989  | Karin Dedler                                 |                                              |                     | Michaela Gerg                |                                              |           |
| 1991  |                                              |                                              | Traudl Hächer       |                              |                                              |           |
| 1993  |                                              |                                              | Martina Ertl        | Katja Seizinger              | Miriam Vogt                                  |           |
| 1996  | Katja Seizinger                              |                                              | Martina Ertl        |                              |                                              |           |
| 1997  |                                              |                                              |                     | Katja Seizinger · Hilde Gerg | Katja Seizinger · Hilde Gerg                 |           |
| 1999  |                                              |                                              |                     | Hilde Gerg                   | Martina Ertl                                 |           |
| 2001  |                                              |                                              |                     |                              |                                              |           |
| 2003  |                                              |                                              |                     |                              |                                              |           |
| 2005  |                                              |                                              |                     |                              |                                              |           |
| 2007  |                                              |                                              |                     |                              |                                              |           |
| 2009  |                                              | Maria Riesch                                 | Kathrin Hoelzl      |                              |                                              |           |
| 2011  | Maria Riesch                                 |                                              |                     | Maria Riesch                 |                                              |           |
| 2013  | Maria Höfl-Riesch                            |                                              |                     |                              | Maria Höfl-Riesch                            |           |
| 2015  |                                              |                                              | Viktoria Rebensburg |                              |                                              |           |
| 2017  |                                              |                                              |                     |                              |                                              |           |
| 2019  |                                              |                                              | Viktoria Rebensburg |                              |                                              |           |
| 2021  | Kira Weidle                                  |                                              |                     |                              |                                              |           |
| 2023  |                                              |                                              |                     |                              | Lena Dürr                                    |           |

### Mixte
| Année | Par équipes                                                                                         |
| ----- | --------------------------------------------------------------------------------------------------- |
| 2005  | - Monika Bergmann - Florian Eckert - Martina Ertl - Andreas Ertl - Hilde Gerg - Felix Neureuther    |
| 2007  | |
| 2009  | |
| 2011  | |
| 2013  | - Lena Dürr - Maria Höfl-Riesch - Veronique Hronek - Fritz Dopfer - Stefan Luitz - Felix Neureuther |
| 2015  | |
| 2017  | |
| 2019  | |
| 2021  | - Emma Aicher - Lena Dürr - Andrea Filser - Stefan Luitz - Alexander Schmid - Linus Strasser        |
| 2023  | |

## Jeux olympiques

### Hommes
| Jeux | Descente         | Super G         | Géant           | Slalom       | Combiné                         |
| ---- | ---------------- | --------------- | --------------- | ------------ | ------------------------------- |
| 1936 |                  |                 |                 |              | Franz Pfnür · Gustav Lantschner |
| 1948 |                  |                 |                 |              |                                 |
| 1952 |                  |                 |                 |              |                                 |
| 1956 |                  |                 |                 |              |                                 |
| 1960 | Hans-Peter Lanig |                 |                 |              | Hans-Peter Lanig                |
| 1964 | Wolfgang Bartels |                 |                 |              | Ludwig Leitner                  |
| 1968 |                  |                 |                 |              |                                 |
| 1972 |                  |                 |                 |              |                                 |
| 1976 |                  |                 |                 |              |                                 |
| 1980 |                  |                 |                 |              |                                 |
| 1984 |                  |                 | Andreas Wenzel  |              |                                 |
| 1988 |                  |                 |                 | Frank Wörndl |                                 |
| 1992 |                  |                 |                 |              |                                 |
| 1994 |                  | Markus Wasmeier | Markus Wasmeier |              |                                 |
| 1998 |                  |                 |                 |              |                                 |
| 2002 |                  |                 |                 |              |                                 |
| 2006 |                  |                 |                 |              |                                 |
| 2010 |                  |                 |                 |              |                                 |
| 2014 |                  |                 |                 |              |                                 |
| 2018 |                  |                 |                 |              |                                 |
| 2022 |                  |                 |                 |              |                                 |

### Femmes
| Jeux | Descente          | Super G           | Géant               | Slalom                            | Combiné                                     |
| ---- | ----------------- | ----------------- | ------------------- | --------------------------------- | ------------------------------------------- |
| 1936 |                   |                   |                     |                                   | Christl Cranz · Käthe Grasegger             |
| 1948 |                   |                   |                     |                                   |                                             |
| 1952 | Annemarie Buchner |                   | Annemarie Buchner   | Ossi Reichert · Annemarie Buchner |                                             |
| 1956 |                   |                   | Ossi Reichert       |                                   |                                             |
| 1960 | Heidi Biebl       |                   |                     | Barbara Henneberger               | Sonja Sperl · Barbara Henneberger           |
| 1964 |                   |                   |                     |                                   |                                             |
| 1968 |                   |                   |                     |                                   |                                             |
| 1972 |                   |                   |                     |                                   |                                             |
| 1976 | Rosi Mittermaier  |                   | Rosi Mittermaier    | Rosi Mittermaier                  | Rosi Mittermaier                            |
| 1980 |                   |                   | Irene Epple         | Christa Kinshofer                 |                                             |
| 1984 |                   |                   |                     |                                   |                                             |
| 1988 | Marina Kiehl      |                   | Christa Kinshofer   | Christa Kinshofer                 |                                             |
| 1992 |                   | Katja Seizinger   |                     |                                   |                                             |
| 1994 | Katja Seizinger   |                   | Martina Ertl        |                                   |                                             |
| 1998 | Katja Seizinger   |                   | Katja Seizinger     | Hilde Gerg                        | Katja Seizinger · Martina Ertl · Hilde Gerg |
| 2002 |                   |                   |                     |                                   | Martina Ertl                                |
| 2006 |                   |                   |                     |                                   |                                             |
| 2010 |                   |                   | Viktoria Rebensburg | Maria Riesch                      | Maria Riesch                                |
| 2014 |                   | Maria Höfl-Riesch | Viktoria Rebensburg |                                   | Maria Höfl-Riesch                           |
| 2018 |                   |                   |                     |                                   |                                             |
| 2022 |                   |                   |                     |                                   |                                             |

## Équipe B

### Coupe d'Europe du ski
|          | Médaille d'or, Europe                                        | Médaille d'argent, Europe | Médaille de bronze, Europe                             |
| -------- | ------------------------------------------------------------ | ------------------------- | ------------------------------------------------------ |
| Masculin | Tobias Barnerssoi (1991)                                     | Stefan Luitz (2012)       | Heinz Weixelbaum (1973)                                |
| Féminin  | Sonja Stotz (1982) Christa Kinshofer (1987) Lena Dürr (2010) | Monika Springl (2008)     | Veronique Hronek (2011) Jessica Hilzinger (2020, 2021) |